# Juan Silveira dos Santos
Juan Silveira dos Santos, född 1 februari 1979 i Rio de Janeiro, är en brasiliansk fotbollsspelare. Han innehar positionen mittback och hade i mars 2007 spelat över 50 landskamper för det brasilianska landslaget. Han skrev inför säsongen 2012/2013 på ett tvåårskontrakt för Sport Club Internacional i Brasilien. Hans kontrakt med AS Roma var värt. 3,1 miljoner € per säsong och transfersumman skrevs till 6,4 miljoner €.

## Meriter
- Copa America 2004
- FIFA Confederations Cup 2005, 2009